# Мандалорец (3-й сезон)
Третий сезон американского интернет-сериала в жанре космического вестерна «Мандалорец» с Педро Паскалем в роли Мандалорца, охотника за головами, который вместе со своим приёмным сыном Грогу, а также в сопровождении мандалорки Бо-Катан Крайз, отправляется на Мандалор в поисках искупления грехов своего прошлого. Сериал является частью франшизы «Звёздные войны», его действие разворачивается через пять лет после событий фильма «Звёздные войны. Эпизод VI: Возвращение джедая» (1983). Производством сезона занимаются компании Lucasfilm, Fairview Entertainment и Golem Creations, а Джон Фавро выступил в качестве шоураннера сериала.
Разработка третьего сезона сериала «Мандалорец» началась в конце апреля 2021 года и была официально подтверждена в декабре. Съёмки начались в октябре 2021 года и завершились в конце марта 2022 года.
Третий сезон, состоящий из восьми эпизодов, выходил с 1 марта по 19 апреля 2023 года на стриминговой платформе Disney+. Четвёртый сезон находится в разработке.

## Эпизоды
| № общий | № в сезоне | Название                                                         | Режиссёр            | Автор сценария           | Дата премьеры  |
| --- | ---------- | ---------------------------------------------------------------- | ------------------- | ------------------------ | -------------- |
| 17 | 1          | «Глава 17: Отступник» «Chapter 17: The Apostate»                 | Рик Фамуйива        | Джон Фавро               | 1 марта 2023   |
| Оружейник и группа мандалорцев проводят обряд посвящения мальчика в ряды племени. Церемония прерывается нападением динозавра-черепахи на мандалорцев. Они отбиваются, но оказываются сломлены. Прибывает Дин Джарин, который убивает монстра и сообщает, что Грогу решил остаться с ним. Оружейник подтверждает, что в том случае, если шахты Мандалора по-прежнему существуют, Джарин может вновь стать мандалорцем. Джарин отправляется на Неварро для встречи с Грифом Каргой, принявшим титул Высшего магистрата. Джарин помогает Карге разобраться с бандой пиратов во главе с Вейном, терроризирующей граждан и школы Неварро. Карга предлагает Джарину недавно освободившуюся должность маршала, но тот отказывается, заявляя, что прилетел для восстановления дроида IG-11. Джарину удаётся заново активировать IG-11, но тот возвращается к своей первоначальной, насильственной программе. Джарин приносит его останки группе механиков-анзелланцев, которые сообщают, что для полного восстановления дроида им нужно новое ядро памяти. Как только Джарин покидает Неварро, на его корабль нападают пираты, возглавляемые начальником Вейна Горианом Шардом, однако он уничтожает несколько их кораблей и сбегает. Джарин встречается с Бо-Катан в старинном замке мандалорцев, и та сообщает, что после потери Тёмного меча она позабыла о планах восстановить Мандалор, и предлагает Джарину отправиться туда в одиночку. |            |                                                                  |                     |                          |                |
| 18 | 2          | «Глава 18: Шахты Мандалора» «Chapter 18: The Mines of Mandalore» | Рэйчел Моррисон     | Джон Фавро               | 8 марта 2023   |
| В поисках нового ядра памяти для IG-11 Дин Джарин прилетает на Татуин к Пели Мотто во время фестиваля «Бунта Ив». У неё такой детали нет, однако она вместо этого продаёт ему дроида R5-D4. Джарин, Грогу и R5 летят на Мандалор, где Джарин приказывает R5 осмотреть местность и узнать, пригоден ли для дыхания воздух на планете. Когда R5 не возвращается, Джарин отправляется на его поиски, и на него нападают аламиты, живущие в пещерах коренные люди планеты, похожие на троллей. Когда Джарин пробирается глубже в пещеру, его берёт в плен киборг, после чего он отправляет Грогу к Бо-Катан за помощью. Бо-Катан спасает Джарина и убивает киборга, а затем отправляется вместе с ним к Живым водам. Джарин погружается в воду, чтобы снова стать мандалорцем, но внезапно падает в воду и тонет. Бо-Катан ныряет за ним и спасает его. По пути наверх она сталкивается лицом к лицу с Мифозавром. |            |                                                                  |                     |                          |                |
| 19 | 3          | «Глава 19: Новообращённый» «Chapter 19: The Convert»             | Ли Айзек Чун        | Ноа Клур и Джон Фавро    | 15 марта 2023  |
| Когда Джарин приходит в себя, они с Бо-Катан покидают Мандалор, однако Бо-Катан скрывает от него существование Мифозавра. Пока они возвращаются на Калевалу, на них нападают имперские СИД-перехватчики, которые уничтожают дом Бо-Катан, после чего вынуждены отступить. Тем временем на Корусанте Новая Республика милует доктора Першинга, который, к своему удивлению, находит Элию Кейн среди реципиентов программы амнистии. Кейн соглашается помочь Першингу в его стремлении продолжить исследования в области клонирования, которое Республика признала незаконным. Они пробираются на борт списанного имперского звёздного разрушителя с целью украсть необходимые материалы, однако Кейн сдаёт Першинга республиканским законникам и вскоре срывает процедуру «мозгочистки», заметно ухудшая эффект от неё. Джарин и Бо-Катан прибывают в тайное прибежище мандалорцев, где Джарин демонстрирует Оружейнику образец воды из Живых источников в качестве доказательства своего искупления. Бо-Катан принимают в ряды племени, так как она также окунулась в Живые воды. |            |                                                                  |                     |                          |                |
| 20 | 4          | «Глава 20: Найдёныш» «Chapter 20: The Foundling»                 | Карл Уэзерс         | Джон Фавро и Дэйв Филони | 22 марта 2023  |
| Джарин предлагает Грогу принять участие в боевых тренировках. Грогу побеждает в тренировочном бою, но его противника Рагнара Визслу утаскивает с собой хищная птица. Бо-Катан собирает группу, в которую входят Джарин и отец Рагнара Паз Визсла, и вместе они отправляются к гнезду ящера. Оружейник создаёт для Грогу новый элемент его брони, рондель с символикой грязерога. Пока она работает, Грогу посещает видение о том, как магистр-джедай Келлеран Бек и симпатизирующие ему солдаты армии Набу спасли его из горящего храма джедаев. Чрезмерное стремление Визслы спасти Рагнара срывает план Бо-Катан и приводит к погоне в небе, в ходе которой Бо-Катан и Джарин спасают мальчика, убивают ящера, забирают его птенцов и получают уважение со стороны клана. Когда Оружейник куёт для Бо-Катан новый наплечник взамен того, что был утерян во время схватки с раптором, Бо-катан рассказывает о своей стычке с Мифозавром, однако Оружейник реагирует на это равнодушно и с недоверием. |            |                                                                  |                     |                          |                |
| 21 | 5          | «Глава 21: Пират» «Chapter 21: The Pirate»                       | Питер Рамзи         | Джон Фавро               | 29 марта 2023  |
| В ответ на высылку Вейна с Неварро Гориан Шард нападает на планету, и Гриф Карга связывается с Карсоном Тевой. Полагая, что атака является предпосылкой к новому восходу Империи, Тева сообщает об этом полковнику Таттлу. Когда Таттл показывает своё безразличие, Тева находит убежище мандалорцев и просит Джарина о помощи. Несмотря на конфронтации с Каргой в прошлом, Джарин убеждает племя прийти к нему на помощь, и Бо-Катан собирает боевую группу. Когда мандалорцы одолевают пиратов, Вейн сбегает, Шарда убивают, а всех остальных арестовывают. Карга и народ принимают мандалорцев и позволяют им вернуться в своё прежнее убежище. Оружейник встречается с Бо-Катан и сообщает, что явление Мифозавра является предзнаменованием, означающим, что Бо-Катан — та, кто объединит мандалорцев, и просит её снять свой шлем, что символизирует её новую позицию. Во время возвращения на Адельфи, Тева натыкается на обломки тюремного корабля моффа Гидеона, пропавший без вести во время перевозки. Он также обнаруживает фрагмент сплава бескара, что означает, что Гидеона вызволили мандалорцы. |            |                                                                  |                     |                          |                |
| 22 | 6          | «Глава 22: Наёмники» «Chapter 22: Guns for Hire»                 | Брайс Даллас Ховард | Джон Фавро               | 5 апреля 2023  |
| Бо-Катан, Дин Джарин и Грогу отправляются на идилличную планету Плазир-15, где бывшая армия Бо-Катан, возглавляемая Эксом Вовесом, сделали себе имя как наёмники. Перед встречей с ними правители планеты, капитан Бомбардье и его жена Герцогиня, просят их помочь нейтрализовать несколько перепрограммированных, но вышедших из-под контроля имперских и сепаратистских дроидов. Остановив взбунтовавшегося дроида, Бо-Катан и Джарин следуют за ним и приходят в бар дроидов «Резистор», где убеждают владельца и клиентов помочь им. Они узнают, что дроидов саботируют посредством нанодроидов в плашках зажигания в баре, которых втайне поставляет комиссар Хелгейт, глава Службы безопасности планеты. При столкновении Хелгейт сообщает, что является сепаратистом, а затем Бо-Катан его вырубает. Герцогиня приговаривает раскаявшегося Хелгейта к изгнанию на Луну Паракат. Добившись аудиенции у мандалорцев-каперов, Бо-Катан сражается с Вовесом за право быть лидером и побеждает его. Чтобы помочь ей возвыситься, Джарин признаётся в том, что в шахтах Мандалора его схватил киборг, а Бо-Катан его спасла, после чего возвращает ей Тёмный меч как законному владельцу. |            |                                                                  |                     |                          |                |
| 23 | 7          | «Глава 23: Шпионы» «Chapter 23: The Spies»                       | Рик Фамуйива        | Джон Фавро и Дэйв Филони | 12 апреля 2023 |
| Элия Кейн сообщает моффу Гидеону о намерении мандалорцев вернуть свою планету. Гидеон передает эту информацию Теневому совету, группе военачальников из остатков Империи. Он запрашивает у них подкрепление и расспрашивает капитана Пеллеона об отсутствии гранд-адмирала Трауна, предлагая Совету выбрать нового лидера. Собираясь на Неварро, Бо-Катан объединяет мандалорские кланы и готовит разведывательный отряд для исследования поверхности Мандалора. Перед отъездом Гриф Карга дарит Дину Джарину IG-12: перестроенную версию IG-11, которой может управлять Грогу. На Мандалоре группа встречается с другим кланом, верным Бо-Катан. Бо-Катан признается, что сдалась Гидеону в конце Великой чистки, надеясь, что Империя пощадит мандалорцев. Группа находит Великую Кузню, но попадает в засаду усиленных бескаром штурмовиков Гидеона. Джарин захвачен Гидеоном, который раскрывает свое намерение создать новую армию Темных солдат. Он пытается убить оставшихся мандалорцев, но Бо-Катан использует Темный меч, чтобы помочь группе сбежать, а Пас Визсла остается, чтобы выиграть время. Визсла отбивается от штурмовиков, но падает перед преторианской гвардией Гидеона. |            |                                                                  |                     |                          |                |
| 24 | 8          | «Глава 24: Возвращение» «Chapter 24: The Return»                 | Рик Фамуйива        | Джон Фавро               | 19 апреля 2023 |
| Бо-Катан и её разведывательный отряд отступают с имперской базы. Вернувшись на мандалорский флагман, Экс Вовес отправляет оставшихся мандалорцев для подкрепления планетарных войск, пока он ведёт флагман на имперскую базу. Джарин убегает от охранников с помощью Грогу и разыскивает моффа Гидеона. После продолжительной стычки между мандалорцами и усиленными бескаром штурмовиками на базе, Бо-Катан и Джарин вступают в последний бой с моффом Гидеоном. Когда Гидеон нацеливается на Грогу, упавший флагман разрушает базу, в результате чего Гидеон поглощается взрывом. Грогу защищает Бо-Катан и Джарина от взрыва с помощью Силы. После битвы мандалорцы восстанавливают Великую кузню в самом сердце Мандалора. Джарин официально усыновляет Грогу, приступает к честной работе по контракту с Тевой и удаляется в усадьбу на Неварро, как ранее обещал Карга. |            |                                                                  |                     |                          |                |

## В ролях
| - Педро Паскаль — Мандалорец / Дин Джарин - Брендан Уэйн и Латиф Кроудер — дублёры Мандалорца - Кэти Сакхофф — Бо-Катан Крайз - Грогу | - Эмили Суоллоу — Оружейник - Карл Уэзерс — Гриф Карга - Кэти О’Брайан — Элия Кейн - Саймон Кассианидис — Экс Вовес - Мерседес Варнадо — Коска Ривз - Тейт Флетчер — Паз Визсла | - Эми Седарис — Пели Мотто - Омид Абтахи — Пенн Першинг - Ахмед Бест — Келлеран Бек - Пол Сун Хён Ли — Карсон Тева - Тим Медоуз — полковник Таттл - Джек Блэк — капитан Бомбардье - Лиззо — Герцогиня Плазира-15 - Кристофер Ллойд — комиссар Хелгейт - Джанкарло Эспозито — мофф Гидеон |  |

## Производство

### Разработка
В конце апреля 2020 года стало известно, что Джон Фавро занимается разработкой третьего сезона сериала «Мандалорец». В сентябре того же года актёр Джанкарло Эспозито сказал, что второй сезон «начнёт закладывать фундамент для глубины и масштабности, которые раскроются в третьем и четвёртом сезонах, и тогда вы точно получите ответы на вопросы». Когда после завершения второго сезона был анонсирован сериал «Книга Бобы Фетта», появились предположения, что в третьем сезоне фокус сместится с Дина Джарина (Мандалорца) в сторону Бобы Фетта. В декабре 2020 года Фавро подтвердил, что «Книга Бобы Фетта» будет отдельным спин-оффом, производство которого на тот момент уже началось, а в третьем сезоне в центре внимания по-прежнему будет Джарин. Он также добавил, что третий сезон находится на стадии предпроизводства, а его съёмки начнутся в 2021 году. Брайс Даллас Ховард, Рик Фамуйива и Карл Уэзерс вновь стали режиссёрами некоторых эпизодов, Фамуйива также стал исполнительным продюсером. Ли Айзек Чун, Питер Рамзи и Рэйчел Моррисон также оказались в числе режиссёров в сезоне.

### Сценарий
Фавро написал сценарии ко всем восьми эпизодам сезона, причём Ноа Клур присоединился к нему при работе над третьим, а Дэйв Филони помог написать четвёртый и седьмой. Действие происходит после событий сериала «Книга Бобы Фетта» (2021): Мандалорец и Грогу отправляются на Мандалор, чтобы Дин Джарин смог заслужить прощения за нарушение Кодекса. По поводу отсутствия Кары Дьюн в сезоне после увольнения актрисы Джины Карано, Фамуйива сказал, что персонаж по-прежнему является «большой частью… мира» и что Фавро нашёл время, чтобы решить проблему её отсутствия. Однако креативщики знали, что «сердцем шоу» были Дин Джарин и Грогу, причём Филони заявил, что сезон «в основном сосредоточен на мандалорцах и мандалорской саге, мандалорской сказке», и на том, как это влияет на историю дуэта. Фамуйива заявил, что сезон разрешит несколько сюжетных вопросов, появившихся в предыдущих сезонах «Мандалорца» и в «Книге Бобы Фетта», в особенности в двух последних эпизодах, и завершит первую главу этих взаимосвязанных историй. Третий сезон также закладывает ростки того, к чему приведёт общий сюжет.

### Подбор актёров
Педро Паскаль вновь исполнил роль мандалорца Дина Джарина. В ноябре 2020 года Эспозито сообщил, что в третьем сезоне его роль будет значительно расширена по сравнению с предыдущими. Карл Уэзерс вновь исполнил роль Грифа Карги, Кэти Сакхофф — Бо-Катан Крайз, Эмили Суоллоу — Оружейника, Эми Седарис — Пели Мотто, Омид Абтахи — Пенна Першинга, Саймон Кассианидис — Экса Вовеса, а Мерседес Варнадо — Коски Ривз. Кэти О’Брайан вернулась к роли Элаи Кейн, исполненной ей во втором сезоне, а Ахмед Бест сыграл магистра-джедая Келлерана Бека; Бест впервые появился в этой роли в детской телевикторине «Звёздные войны: Вызовы храма джедаев». Пол Сон-Хён Ли вернулся к роли Карсона Тевы. В марте 2022 года в число актёров второго плана вошёл Кристофер Ллойд с ролью комиссара Хелгейта, а в мае стало известно, что в сериале снимется актёр Тим Медоуз, исполнивший роль полковника Новой Республики Таттла. Джек Блэк и певица Лиззо исполнили роли капитана Бомбардье и его жены Герцогини соответственно, жителей планеты Плазир-15.
Тейт Флетчер вернулся к роли Паза Визслы (озвучивает Фавро), Темуэра Моррисон озвучил клонов, Стив Блум — Гаразеба «Зеба» Оррелиоса, персонажа «Повстанцев», а режиссёры Дебора Чоу, Рик Фамуйива и Дэйв Филони повторили свои роли пилотов Новой Республики Саш Кеттер, Джиба Доджера и Траппера Вульфа.

### Съёмки
Съёмки третьего сезона начались 13 октября 2021 года, оператором стал Дэвид Клейн. Изначально съёмочный процесс должен был начаться в июне 2021 года, сразу после завершения работы над сериалом «Книга Бобы Фетта», однако был отложен в пользу производства сериала «Оби-Ван Кеноби». Эспозито заявил, что нет необходимости ждать, когда Паскаль завершит съёмки в телесериале «Одни из нас» для HBO, поскольку большую часть экранного времени его персонаж носит шлем. По мнению Фавро, «Мандалорец» оказался в выигрышном положении, так как большинство персонажей носит шлемы, и сериал требует «много работы с визуальными образами», что позволило производству соответствовать требованиям безопасности. Съёмочный процесс завершился 29 марта 2022 года. В начале июля 2022 года прошли пересъёмки.

### Музыка
В феврале 2023 года стало известно, что композитором в сезоне будет Джозеф Ширли, заменив Людвига Йоранссона. Ширли ранее сочинял дополнительную музыку к первым двум сезонам и использовал темы Йоранссона, чтобы сочинить музыку к «Книге Бобы Фетта». Саундтрек, в который вошли композиции из первых четырёх серий третьего сезона, был выпущен 29 марта 2023 года лейблом Walt Disney Records.
| №                   | Название                 | Длительность |
| ------------------- | ------------------------ | ------------ |
| 1.                  | «The Living Waters»      | 3:27         |
| 2.                  | «The Apostate»           | 1:58         |
| 3.                  | «High Magistrate»        | 3:41         |
| 4.                  | «We Got Pirates»         | 3:24         |
| 5.                  | «A Castle»               | 3:34         |
| 6.                  | «Back for a Tune Up»     | 2:12         |
| 7.                  | «Mando's in Trouble»     | 4:35         |
| 8.                  | «The Old Mines»          | 3:02         |
| 9.                  | «I Swear on My Name»     | 2:31         |
| 10.                 | «Attack on the Gauntlet» | 5:27         |
| 11.                 | «Amnesty Scientist»      | 4:05         |
| 12.                 | «Coruscant Street Fair»  | 3:33         |
| 13.                 | «Worth the Risk»         | 2:02         |
| 14.                 | «L52»                    | 3:26         |
| 15.                 | «You Are One of Us»      | 3:55         |
| 16.                 | «Playtime's Over»        | 3:58         |
| 17.                 | «There Are No Others»    | 5:39         |
| 18.                 | «Quest for a Foundling»  | 5:09         |
| 19.                 | «Double Signet»          | 1:44         |
| Общая длительность: | Общая длительность:      | 67:00        |

## Маркетинг
Филони, Фавро и Сакхофф презентовали третий сезон 26 мая 2022 года на панели Lucasfilm во время Star Wars Celebration, показав посетителям первый тизер. 28 мая они посетили панель «Мандалорца» и «Книги Бобы Фетта» вместе с Паскалем, Эспозито и Уэзерсом, чтобы показать больше материалов по сезону. Филони, Фавро и члены актёрского состава продвигали третий сезон во время D23 Expo, где был представлен первый трейлер. Второй трейлер к сезону был выпущен 16 января 2023 года во время трансляции Monday Night Football. Трейлер набрал 83,5 миллиона просмотров по всему миру за первые 24 часа, став за этот период времени самым просматриваемым трейлером к сериалу по «Звёздным войнам» от Disney+; превзойдя «Оби-Вана Кеноби» (58 миллионов просмотров).

## Выход
Премьера третьего сезона состоялась 1 марта 2023 года на стриминговом сервисе Disney+. Сезон состоит из восьми эпизодов.

## Комментарии
1. ↑  События седьмой серии[англ.] сериала «Книга Бобы Фетта».
2. ↑  События данного флешбэка развиваются параллельно событиям фильма «Звёздные войны. Эпизод III: Месть ситхов» (2005).
3. ↑  Озвучен Джоном Фавро (в титрах не указан).